# Mustálíja
Mustálíja (arabsky المستعلية) je větev islámu, přesněji jednou z větví ismá'ílitů. Vznikla a převládala v Egyptě za vlády Fátimovců, pojmenována je podle syna 9. chalífy Mustansíra, Mustá'lího (1094-1101). Z Egypta ve 12. století přesídlila do Jemenu, kde setrvala do 16. století.